# تشارلز إتش. ميلس
تشارلز إتش. ميلس هو سياسي نيوزيلندي، ولد في 1843 في مدينة نيلسون في نيوزيلندا، وتوفي في 3 أبريل 1923. نشط حزبياً في الحزب الليبيرالي النيوزيلندي. وقد انتخب عضو مجلس النواب النيوزيلندي ‏.